# ديفيد بريكالو
ديفيد بريكالو (بالسلوفينية: David Brekalo)‏ هو لاعب كرة قدم سلوفيني في مركز قلب الدفاع، ولد في 3 ديسمبر 1998 في ليوبليانا في سلوفينيا. شارك مع منتخب سلوفينيا تحت 21 سنة لكرة القدم. أما مع النوادي، فقد لعب مع نادي برافو.

## وصلات خارجية
- ديفيد بريكالو على موقع الاتحاد الأوربي (الإنجليزية)
- ديفيد بريكالو على موقع اتحاد النرويج (النرويجية)
- ديفيد بريكالو على موقع قاعدة بيانات كرة القدم.إي يو (الإنجليزية)
- ديفيد بريكالو على موقع ناشيونال فوتبول تيمز (الإنجليزية)
- ديفيد بريكالو على موقع Soccerway.com (الإنجليزية)